# Cratere Saida
Saida  è un cratere sulla superficie di Venere.